# Castanopsis sclerophylla
Castanopsis sclerophylla är en bokväxtart som först beskrevs av John Lindley och Joseph Paxton, och fick sitt nu gällande namn av Ernst Max Schottky. Castanopsis sclerophylla ingår i släktet Castanopsis och familjen bokväxter. Inga underarter finns listade.
Arten förekommer i centrala och östra Kina. Den ingår i skogar.
För beståndet är inga hot kända. Hela populationen anses vara stor. IUCN listar arten som livskraftig (LC).